# Ricardo Viera
Ricardo Viera (Ciego de Ávila, Cuba, 1945 - Miami, 2020) fue un artista cubano.

## Biografía
Desde 1974 residía en Pensilvania (Estados Unidos). Durante su vida desarrolló diversas manifestaciones artísticas entre ellas la pintura, el grabado, el dibujo y la instalación. 
Sus estudios sobre arte los realiza en la Escuela del Museo de Bellas Artes de Boston, Massachusetts, Estados Unidos, 1973. Entre 1973 y 1974 realiza una Maestría en Bellas Artes en Rhode Island School of Design, Providence, Rhode Island, Estados Unidos.

## Trabajos Curatoriales
Entre sus más prestigiosos trabajos curatoriales se encuentran la realizada a la XXIV Exposición Anual de Arte Contemporáneo Americano, 1988-1989. En 1989 le realiza la curaduría a la exposición William Rau. Photographer: The Lehigh Valley Railroad Photographs, en la Lehigh University, Pensilvania. Fue También el curador de Enric Pladevall: Esculturas [itinerante], en Ruth Siegel Gallery, Nueva York, Estados Unidos. En 1994 trabajó en American Voices: Cuban American Photography in the EE.UU., llevada a cabo en FotoFest'94, durante la XV Biennal Internacional del Festival de Potografía, en Houston, Estados Unidos. En 1998 realizó la curaduría de Josef Bajus. Design Explorations Mixed Media, realizada en DuBois Gallery, Lehigh University Art Galleries, Pensilvania.

## Exposiciones personales
Entre sus exposiciones personales más atractivas figuran Ricardo Viera, realizada en Sardoni Art Gallery, Wilkes College, Wilkes Bane, en Pensilvania, en 1979. En 1985 presenta Island on my mind, en el Museo de Arte Hispánico Contemporáneo (MOCHA), en Nueva York. En 1986 presenta otro de sus trabajos bajo el título Ricardo Viera: Computer Graphics 1986, en el Kemesen Museum, Bethlehem, en Pensilvania. Y en 1987 configura la muestra Ricardo Viera: Computer Art, en la East Stroudsburg University Art Gallery, East Stroudsburg, en Pensilvania.

## Exposiciones colectivas
El artista también ha sido partícipe de numerosas exposiciones colectivas, entre ellas se encuentran Reencuentro Cubano 1977, realizada en el Museo Cubano de Arte y Cultura, Miami, Florida, Estados Unidos, en 1977. También participó con varios de sus trabajo en la V (1981) y la VII (1986) Bienales de San Juan del Grabado Latinoamericano y del Caribe, celebradas en San Juan, Puerto Rico. En 1982 fue invitado a conformar el grupo de artistas que realizará Young Hispanics U.S.A., en Ralph Wilson Gallery, Lehigh University Art Galleries, Bethlehem, en Pensilvania. Y en 1990 configuró la muestra presentada en Urban Anthropology, en Sculptors Gallery, Nueva York.

## Premios
A lo largo de su vida ha recibido varios premios, entre ellos se encuentra el Cintas Foundation Fellowship (1974-1975), Nueva York. Durante los años 1980, y desde 1981 a 1984, obtiene el Pennsylvania Governor's Award for Excellence in the Arts.

## Principales Colecciones
Podemos encontrar sus trabajos formando parte de importantes colecciones, entre ellas la colección Cintas Foundation, en Nueva York, la colección del Cleveland Museum, Cleveland, en Ohio, Estados Unidos, en The Noyes Museum, en Nueva Jersey. También podemos encontrar su obra en el Tel Aviv Museum de Tel Aviv, Israel.
- Datos: Q7322848